# 高野进
高野进（日语：／ Takano Susumu，1961年5月21日—），日本前男子短跑运动员。他曾参加1984年夏季奥运会、1988年夏季奥运会和1992年夏季奥运会短跑比赛，还曾获得4枚亚洲运动会短跑比赛金牌。